# In necessariis unitas, in dubiis libertas, in omnibus caritas
In necessariis unitas, in dubiis libertas, in omnibus caritas je latinska fraza koja se obično prevodi kao „u bitnome jedinstvo, u nevažnome sloboda, u svemu ljubav” ili „jedinstvo u nužnim stvarima, sloboda u dvojbenim stvarima, u svemu ljubav”.
Često se pogrešno pripisuje sv. Augustinu iz Hippa, a činilo se da ju je prvi uporabio u 17. stoljeću njemački luteranski teolog Peter Meiderlin (poznat kao Rupertus Meldenius), u obliku Verbo dicam: Si nos servaremus in necesariis Unitatem, in non-necessariis Libertatem, in utrisque Charitatem, optimo certe loco essent res nostrae, što znači „Jednom riječju, kažem: ako možemo sačuvati Jedinstvo u nužnim stvarima, Slobodu u nepotrebnim stvarima, a u objema Ljubav, naše će stvari sigurno biti u najboljem stanju”. Taj se navod nalazi još 1617. u glavnom djelu hrvatskoga isusovca, matematičara, fizičara i filozofa Marka Antuna Domnianića (latinizirano: Markantun de Dominis) „De Republica Ecclesiastica”, kako slijedi:
Omnesque mutuam amplecteremur unitatem in necessariis, in non necessariis libertatem, in omnibus caritatem.
Ova je rečenica često citirana u obrani teoloških i religijskih sloboda. Geslo je mnogih kršćanskih organizacija.
Fraza u trenutnom obliku nalazi se u enciklici Ad Petri Cathedram pape Ivana XXIII.